# Поєніца (Арджеш)
Поєніца (рум. Poienița) — село у повіті Арджеш в Румунії. Входить до складу комуни Белілешть.
Село розташоване на відстані 118 км на північний захід від Бухареста, 28 км на північ від Пітешть, 124 км на північний схід від Крайови, 80 км на південний захід від Брашова.

## Населення
За даними перепису населення 2002 року у селі проживали 875 осіб, усі — румуни. Усі жителі села рідною мовою назвали румунську.